# Vaucluse (département)
Pour les articles homonymes, voir Vaucluse.
Le Vaucluse (/vo.klyz/) est un département français situé dans la région Provence-Alpes-Côte d'Azur. Lors de sa création en 1793, Il se voit attribuer le numéro 89 dans la liste des 130 départements français de 1811. Depuis 1946, l'Insee et la Poste lui attribuent le code 84. L'altitude maximum s'élève à 1 910 mètres sur le mont Ventoux. Ses habitants sont appelés les Vauclusiens.
Son chef-lieu est Avignon.

## Dénomination et usage
Ce nom est la francisation du provençal la Vau-cluso, du latin Vallis Clausa, « la vallée close », d'où sourd la fontaine de Vaucluse.
Pour désigner ce département, la forme courante est, depuis sa création, « département de Vaucluse » ; celle-ci est employée par le conseil départemental de Vaucluse, la préfecture de Vaucluse, l'inspection d'académie de Vaucluse. En revanche, la forme adoptée par la commission nationale de toponymie, dépendant du CNIG, est « département du Vaucluse ».
En effet, le département tient son nom du village du même nom, Vaucluse, qui s'appelle aujourd'hui Fontaine-de-Vaucluse. Le village lui-même doit son nom à une profonde vallée très pittoresque, la vallée de Vaucluse[réf. nécessaire]. Afin de faciliter le fonctionnement institutionnel, cette commune est dénommée officiellement « Fontaine-de-Vaucluse » depuis 1945[réf. nécessaire].
Les Conventionnels (1793) constatent une homogénéité topographique autour de l'intense réseau des Sorgues qui s'articule à partir de la vallée close (Vallis Clausa en latin) de la commune de « Vaucluse »[réf. nécessaire]. Cette dénomination fait donc référence au territoire historique originel et non pas à un élément naturel (cours d'eau, montagnes)[réf. nécessaire].
L'exception issue d'une commune ayant donné son nom au département se retrouve dans l'appellation du Territoire de Belfort ; il en est de même pour Paris (collectivité à statut particulier, anciennement à la fois commune et département). Il en était de même pour les départements français d'Algérie qui portaient le nom du chef-lieu.
Le nom du département lui est attribué après le rattachement à la France du Comtat Venaissin et de l'État pontifical d'Avignon auxquels sont adjoints la viguerie d'Apt et le comté de Sault. L'Assemblée nationale, par deux fois les 27 août et 20 novembre 1790, avait refusé de décréter leur annexion. Les « patriotes » des deux États pontificaux élisent leurs représentants qui se rassemblent à Bédarrides, dans l'église Saint-Laurent, le 18 août 1791, où ils votent leur rattachement à la France.
Le 14 septembre, la Constituante proclame que les États d'Avignon et du Comtat faisaient désormais « partie intégrante du Royaume de France ». Ils sont organisés en deux districts qui ne sont rattachés à aucun département. Finalement, lorsque le département de Vaucluse est créé par le décret du 25 juin 1793, il regroupe ces deux districts ainsi que ceux d'Orange et d'Apt, accompagnés du canton de Sault.

## Géographie physique
Le département de Vaucluse fait partie de la région Provence-Alpes-Côte d'Azur, région située dans le Sud-Est de la France. Il est limitrophe des départements du Gard à l'ouest, de l'Ardèche au nord-ouest, de la Drôme au nord, des Alpes-de-Haute-Provence à l'est, du Var (sur quelques centaines de mètres à peine) au sud-est et des Bouches-du-Rhône au sud.
Le Vaucluse possède également au nord une partie, le canton de Valréas, entièrement enclavée dans la Drôme.

Paysages de Vaucluse :
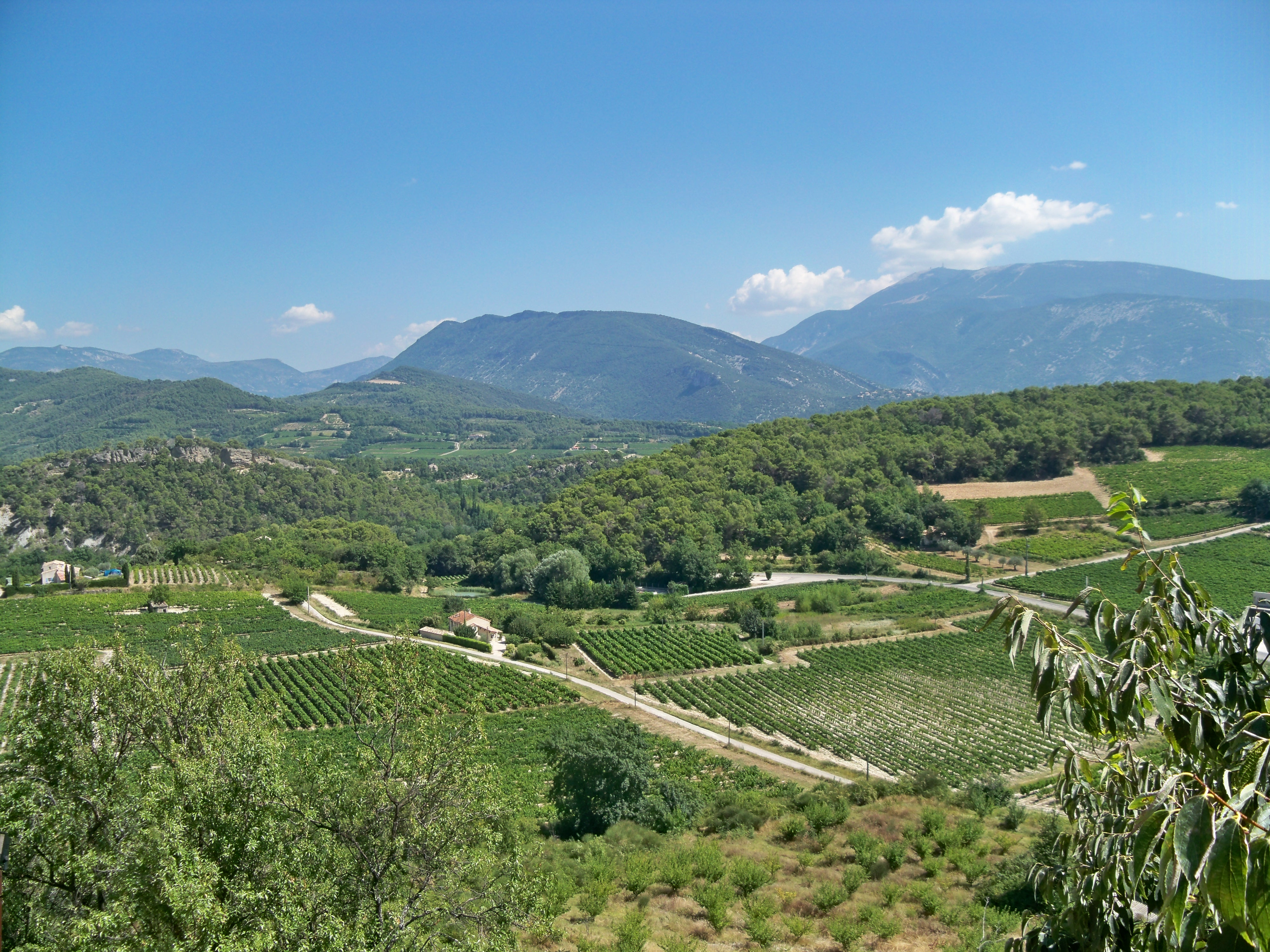
Vignoble à Faucon, au pied des Baronnies et du mont Ventoux, au nord.
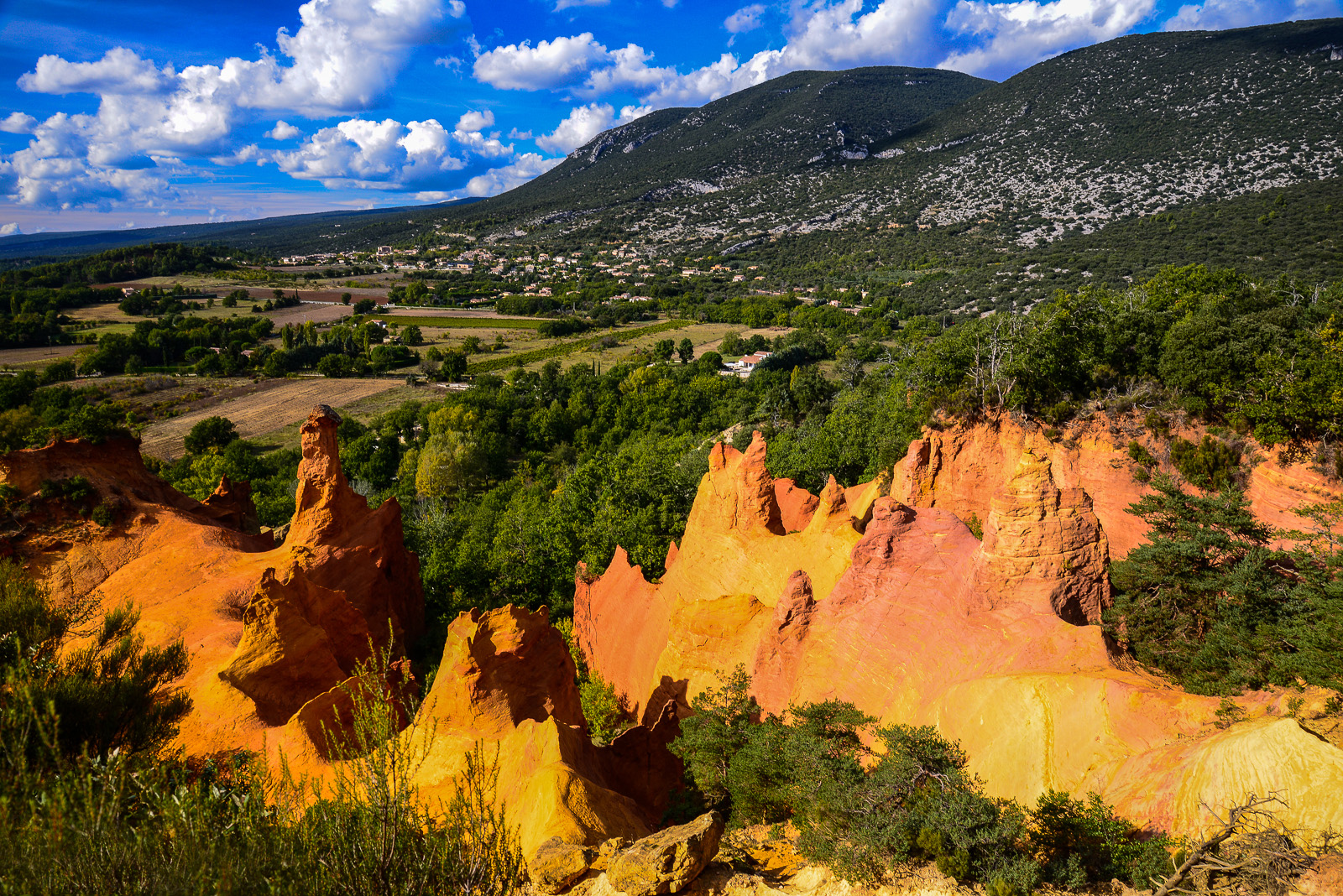
Colorado provençal à Rustrel, dans l'est.
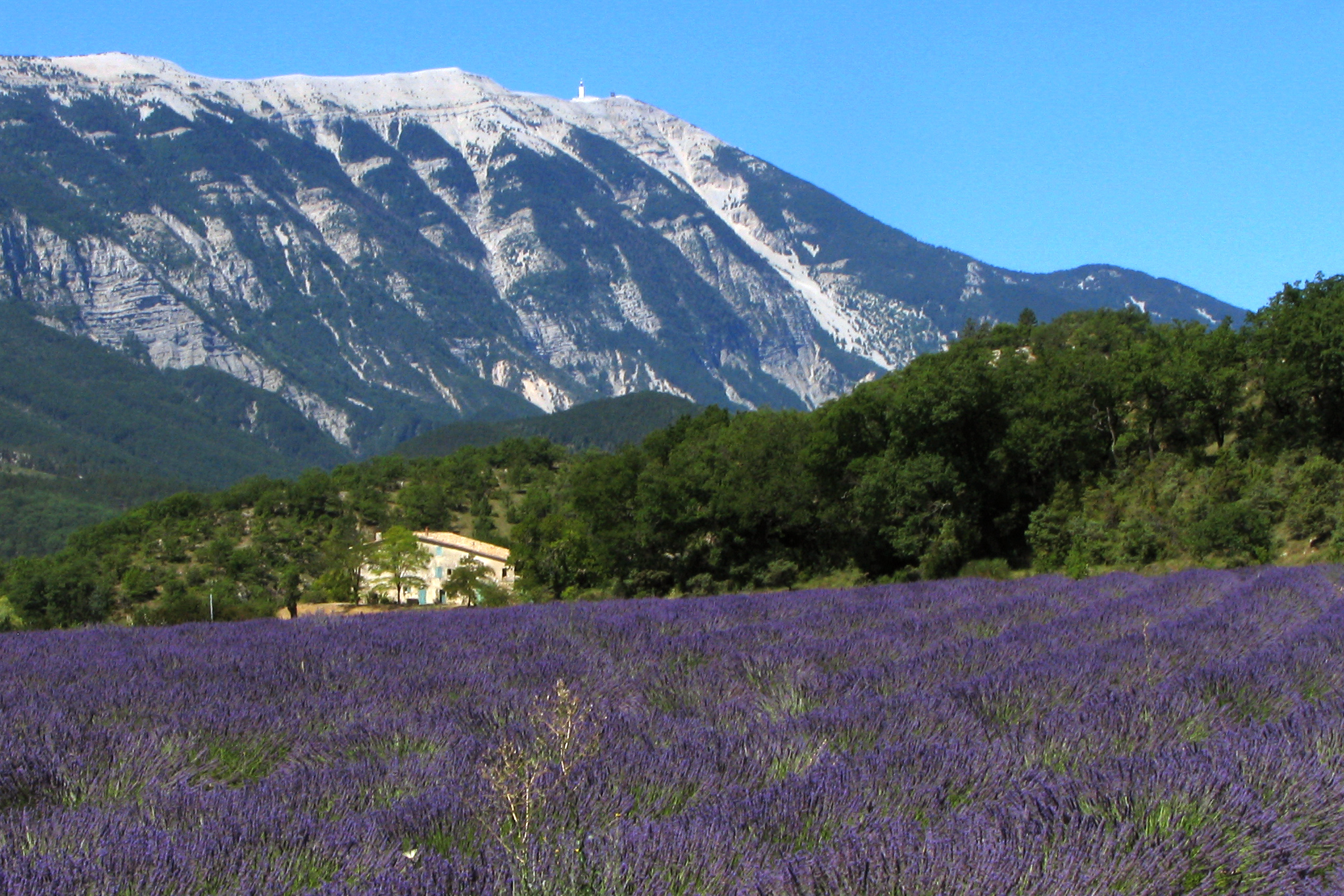
Champ de lavande près du mont Ventoux, au nord-est.
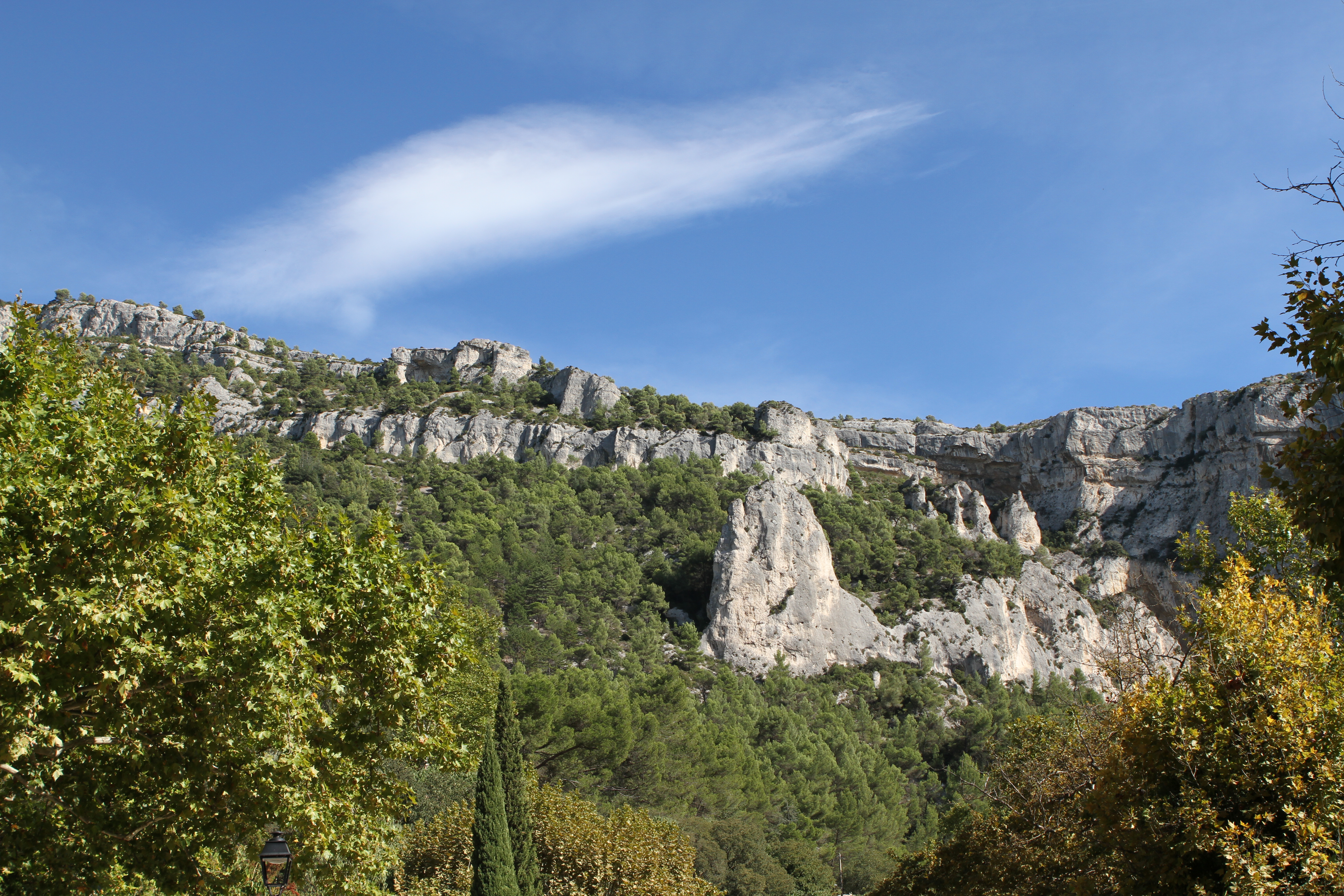
Paysage de Fontaine-de-Vaucluse, au centre.

### Relief

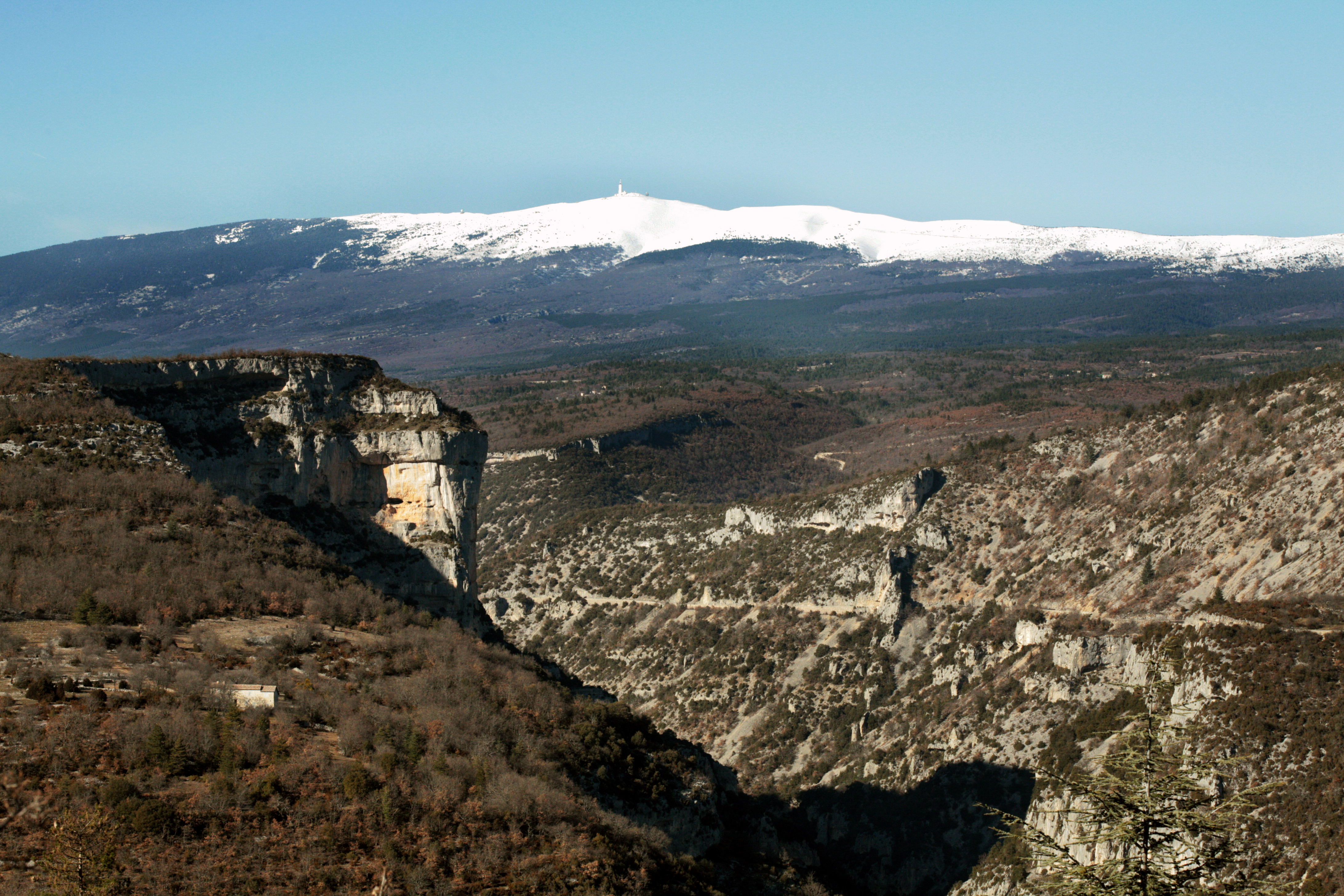
Les gorges de la Nesque et le mont Ventoux.

Le relief du département de Vaucluse présente une alternance de montagnes (les dentelles de Montmirail, le massif du Luberon, les monts de Vaucluse), de plateaux et de plaines parsemées de collines.
La plus importante de ces plaines, située au sud et à l'ouest du mont Ventoux, est la plaine du Comtat, au sein de laquelle est concentrée une majorité de la population. Elle s'étend entre le Rhône à l'ouest, la Durance au sud et les monts de Vaucluse dont le point culminant est le signal de Saint-Pierre (1 256 mètres) à l'est. La zone est extrêmement fertile et abrite une grande partie de la culture de primeurs français. La plaine du Comtat est bordée au nord-est par des reliefs calcaires qui sont le prolongement du massif alpin dans son extrême sud-ouest.
Le mont Ventoux, le « géant de Provence », qui culmine à 1 910 mètres, domine le paysage vauclusien. Sa flore particulière (flore du mont Ventoux) et sa biodiversité ont amené l'Unesco à l'inscrire comme réserve de biosphère en 1990. Les massifs abritent une végétation essentiellement de résineux. Le Luberon au sud abrite un écosystème diversifié, qui a notamment conduit à la création du parc naturel régional du Luberon. Son point culminant est le Mourre Nègre à 1 125 mètres.
Les cours d'eau ont taillé dans les roches calcaires des paysages variés tels les gorges de la Nesque ou la combe de Lourmarin.

### Hydrographie
Malgré des étés secs et des plans de sècheresse qui reviennent chaque année, l'eau est assez présente dans le département.
Le Rhône à l'ouest et la Durance au sud délimitent le département.
- Les cours d'eau : le Rhône, la Durance, la (ou les) Sorgue(s), l'Auzon, le Boulon, le Calavon ou Coulon, le Rimayon, l'Aiguebrun, le Carlet, la Dôa, l'Eygues ou Aigues ou Aigue, l'Imergue, le Lez, la Nesque, l'Ouvèze, la Roubine, la Sénancole, la Véroncle.
- Les sources remarquables : la fontaine de Vaucluse, avec un débit d'eau annuel de 630 millions de mètres cubes, et une moyenne de 19,30 m3/s, première résurgence de France et cinquième mondiale ; le Groseau, à Malaucène, avec un débit compris entre 50 et 170 litres par seconde.
- Les canaux : le canal de Carpentras, le canal de Donzère-Mondragon, le canal de Provence, le canal Saint-Julien.
- Les plans d'eau : l'étang de la Bonde, le plan d'eau d'Apt, le plan d'eau de Monieux, le plan d'eau de Rustrel, le lac du Paty à Caromb.
- Les îles : l'île de la Barthelasse, l'île d'Oiselay.

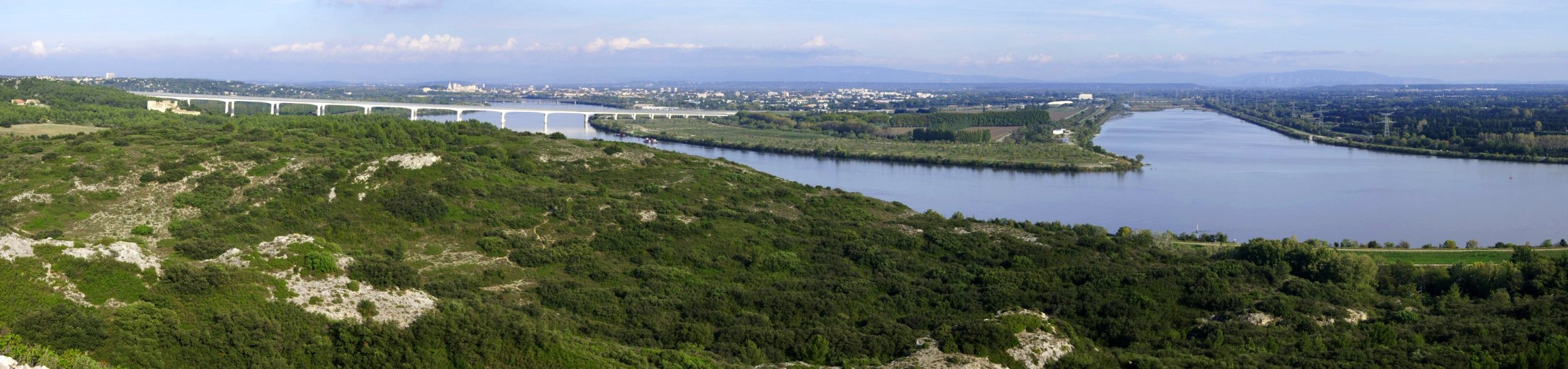
Le Rhône et la Durance.

### Climat
Le département de Vaucluse est soumis à différents types de climats. En effet, son emplacement géographique particulier le place à un point de rencontre entre trois des quatre climats majeurs de France : le climat méditerranéen pour sa partie sud, le climat montagnard pour sa partie nord-est avec le relief élevé des monts de Vaucluse et du massif des Baronnies et enfin une influence toute relative du climat semi-continental pour sa partie nord-ouest. Toutefois, cette proximité des trois grands types de climat a pour effet de les niveler avec une nette prédominance du climat méditerranéen. C'est pourquoi pour la partie au nord-ouest, l'on parle de climat « méditerranéen à influence semi-continentale ».
| Mesure         | Vaucluse                 | France     |
| -------------- | ------------------------ | ---------- |
| Ensoleillement | 2 800 h/an               | 1 973 h/an |
| Pluie          | 700 mm/an (sur 80 jours) | 770 mm/an  |
| Vent           | 110 j/an                 |            |

En 1967, un vent soufflant à 320 km/h a été enregistré au sommet du mont Ventoux. Il s'agit de l'un des records de grande vitesse de vent enregistré en France métropolitaine.

### Faune et flore du département
En 1990, l'UNESCO classe le massif du mont Ventoux en « réserve de biosphère ». Puis en décembre 1997, le massif du Luberon a été lui aussi officiellement admis par l'UNESCO dans le réseau mondial des réserves de biosphère (MAB).

## Histoire

### Avant le département de Vaucluse

Blason de Vaucluse. Écartelé : au premier de gueules aux clefs de Saint Pierre passées en sautoir, l’une d’or et l’autre d’argent, au deuxième d’azur à la fleur de lys d’or surmontée d’un lambel de gueules, au troisième d’azur à la branche d’oranger fruitée de trois pièces d’or, tigée et feuillée de sinople, au chef d’or chargé d’un huchet d’azur embouché, virolé et enguiché de gueules, au quatrième aussi de gueules aux trois clefs d’or posées en fasce et rangées en pal.

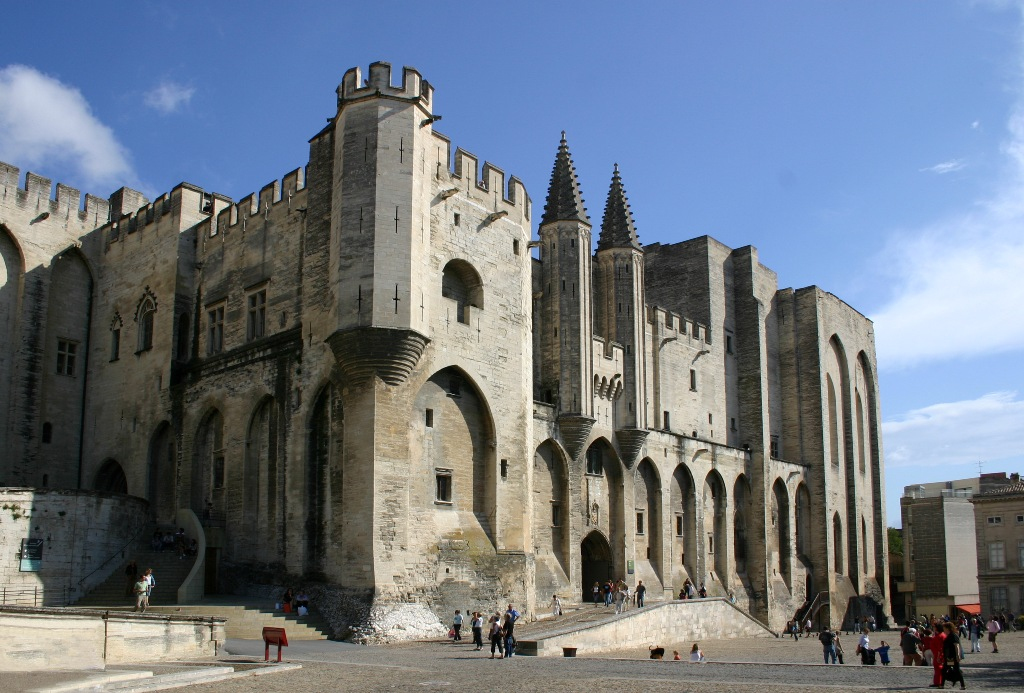
Le palais des Papes.

L'histoire du territoire du département de Vaucluse est ancienne avec de nombreuses traces d'occupations préhistoriques. Avant l'arrivée de Jules César, le territoire est occupé par plusieurs tribus celto-ligures. On retrouve des traces de Cavares, Voconces et Méminiens, ainsi que de Dexsiviates, Tricastini, Vordenses et Vulgientes.
Avec l'occupation romaine du territoire, de nombreux monuments sont créés. Des théâtres comme le théâtre antique d'Orange, des routes et des ponts tel le pont Julien. Liée aux territoires qui la composeront, c'est-à-dire la Provence, le Comtat Venaissin et le comté d'Orange (fondé par Charlemagne, il devient la principauté d'Orange en 1181), la suite de son histoire se mêle de guerres (notamment le massacre des Vaudois du Luberon), de maladie (pestes et choléra) et de religion (papauté d'Avignon).
Son histoire est aussi fortement liée au développement des cultures dont la sériciculture ou la culture de la garance, à l'exploitation de mines et de carrières (mines ocrières, carrières de pierres). Les communes sont nombreuses et ont toutes leur blason.

### Papes d'Avignon
La résidence pontificale ne s'est pas toujours trouvée à Rome ou au Vatican. De 1308 à 1378, les papes s'installèrent dans le Comtat Venaissin, leur propriété, puis rapidement à Avignon. Durant cette période, la papauté compte sept papes : Clément V, Jean XXII, Benoît XII, Clément VI, Innocent VI, Urbain V et Grégoire XI.

### Révolution française et Premier Empire

Le département de Vaucluse et les provinces et États qui occupaient son territoire avant la Révolution :
Comtat Venaissin (Avignon également possession pontificale distincte, à partir de 1348)
Comté de Provence
Principauté d'Orange, unie au Dauphiné en 1713

Précédemment possessions pontificales, Avignon et le Comtat Venaissin furent rattachés à la France le 14 septembre 1791. Le 28 mars 1792, ces territoires formèrent deux nouveaux districts, Avignon dans les Bouches-du-Rhône et Carpentras dans la Drôme. Puis, le 12 août 1793 fut créé le département de Vaucluse, constitué des districts d'Avignon et de Carpentras, mais aussi de ceux d'Apt et d'Orange, qui appartenaient aux Bouches-du-Rhône, ainsi que du canton de Sault, qui appartenait aux Basses-Alpes. En 1800, une dernière modification des limites départementales rattacha le canton de Suze-la-Rousse à la Drôme, ce qui eut pour conséquence d'enclaver entièrement le canton vauclusien de Valréas dans la Drôme.

Carte du département de Vaucluse en 1800.

### XIXesiècle
Après la victoire des coalisés à la bataille de Waterloo (18 juin 1815), le département est occupé par les troupes autrichiennes de juin 1815 à novembre 1818 (voir occupation de la France à la fin du Premier Empire).
Vers 1835, les magistrats, dans leurs interrogatoires, et les ministres de la religion, dans leurs sermons, étaient encore obligés de se servir du dialecte provençal. Cependant, l'usage de la langue française devint à cette époque de plus en plus général.

### XXesiècle
Ludovic Naudeau constatait : « L'une des caractéristiques de ce département, c'est, de l'aveu général, le jeu effréné auquel une partie de ses habitants se livre. Avignon, Carpentras, Cavaillon, regorgent, pour la malédiction des familles, de tripots où de grosses sommes sont à chaque instant risquées. »

## Démographie
En 2022, le département comptait 568 702 habitants, en évolution de +1,73 % par rapport à 2016 (France hors Mayotte : +2,11 %).
| 1791 | 1801    | 1806    | 1821    | 1826    | 1831    | 1836    | 1841    | 1846    |
| ---- | ------- | ------- | ------- | ------- | ------- | ------- | ------- | ------- |
| -    | 191 421 | 205 833 | 224 431 | 233 048 | 239 113 | 246 071 | 251 080 | 259 154 |

| 1851    | 1856    | 1861    | 1866    | 1872    | 1876    | 1881    | 1886    | 1891    |
| ------- | ------- | ------- | ------- | ------- | ------- | ------- | ------- | ------- |
| 264 618 | 268 994 | 268 255 | 266 091 | 263 451 | 255 703 | 244 149 | 241 787 | 235 411 |

| 1896    | 1901    | 1906    | 1911    | 1921    | 1926    | 1931    | 1936    | 1946    |
| ------- | ------- | ------- | ------- | ------- | ------- | ------- | ------- | ------- |
| 236 313 | 236 949 | 239 178 | 238 656 | 219 602 | 230 549 | 241 689 | 245 508 | 249 838 |

| 1954    | 1962    | 1968    | 1975    | 1982    | 1990    | 1999    | 2006    | 2011    |
| ------- | ------- | ------- | ------- | ------- | ------- | ------- | ------- | ------- |
| 268 318 | 303 536 | 353 966 | 390 446 | 427 343 | 467 075 | 499 685 | 534 291 | 546 630 |

| 2016    | 2021    | 2022    | - | - | - | - | - | - |
| ------- | ------- | ------- | - | - | - | - | - | - |
| 559 014 | 564 566 | 568 702 | - | - | - | - | - | - |

En Vaucluse, les personnes venues d'Europe (d'Espagne et d'Italie) constituent 40 % des immigrés et celles nées au Maghreb près de la moitié. Il s'agit principalement de personnes originaire du Maroc.

### Communes les plus peuplées
| Nom                  | Code Insee | Intercommunalité                       | Superficie (km2) | Population (dernière pop. légale) | Densité (hab./km2) | Modifier                                    |
| -------------------- | ---------- | -------------------------------------- | ---------------- | --------------------------------- | ------------------ | ------------------------------------------- |
| Avignon              | 84007      | CA Grand Avignon                       | 64,91            | 91 760 (2022)                     | 1 414              | modifier les données · modifier les données |
| Carpentras           | 84031      | CA Ventoux-Comtat Venaissin            | 37,92            | 30 854 (2022)                     | 814                | modifier les données · modifier les données |
| Orange               | 84087      | CC du Pays Réuni d'Orange              | 74,20            | 29 357 (2022)                     | 396                | modifier les données · modifier les données |
| Cavaillon            | 84035      | CA Luberon Monts de Vaucluse           | 45,96            | 25 890 (2022)                     | 563                | modifier les données · modifier les données |
| L'Isle-sur-la-Sorgue | 84054      | CC Pays des Sorgues Monts de Vaucluse  | 44,57            | 20 315 (2022)                     | 456                | modifier les données · modifier les données |
| Pertuis              | 84089      | Métropole d'Aix-Marseille-Provence     | 66,23            | 19 764 (2022)                     | 298                | modifier les données · modifier les données |
| Sorgues              | 84129      | CA Les Sorgues du Comtat               | 33,40            | 19 030 (2022)                     | 570                | modifier les données · modifier les données |
| Le Pontet            | 84092      | CA Grand Avignon                       | 10,77            | 17 985 (2022)                     | 1 670              | modifier les données · modifier les données |
| Bollène              | 84019      | CC Rhône Lez Provence                  | 54,03            | 13 871 (2022)                     | 257                | modifier les données · modifier les données |
| Monteux              | 84080      | CA Les Sorgues du Comtat               | 39,02            | 13 159 (2022)                     | 337                | modifier les données · modifier les données |
| Vedène               | 84141      | CA Grand Avignon                       | 11,18            | 11 799 (2022)                     | 1 055              | modifier les données · modifier les données |
| Pernes-les-Fontaines | 84088      | CA Les Sorgues du Comtat               | 51,12            | 10 433 (2022)                     | 204                | modifier les données · modifier les données |
| Apt                  | 84003      | CC Pays d'Apt-Luberon                  | 44,57            | 10 297 (2022)                     | 231                | modifier les données · modifier les données |
| Valréas              | 84138      | CC Enclave des Papes - Pays de Grignan | 57,97            | 9 285 (2022)                      | 160                | modifier les données · modifier les données |
| Morières-lès-Avignon | 84081      | CA Grand Avignon                       | 10,35            | 8 996 (2022)                      | 869                | modifier les données · modifier les données |

### Répartition par tranches d'âge
| Tranche d'âge  | Population |
| -------------- | ---------- |
| 0 à 19 ans     | 125 960    |
| 20 à 59 ans    | 262 219    |
| 60 ans et plus | 111 486    |

### Répartition par secteur géographique
| Secteur géographique    | Population 1999 |
| ----------------------- | --------------- |
| Agglomération d'Avignon | 269 828         |
| Avignon ville           | 94 000          |
| Orange                  | 29 527          |
| Carpentras              | 29 015          |
| Cavaillon               | 25 417          |
| Vaucluse                | 538 902         |
| Région PACA             | 4 951 388       |

### Croissance
En 2009, l'Insee estime à 540 065 le nombre d'habitants dans le département de Vaucluse.
Depuis plusieurs décennies, la population augmente fortement : entre 1975 et 1999, elle est passée de 381 912 à 499 685 habitants, soit une hausse de 31 %. Cette augmentation se fait principalement par les flux migratoires ; 97 821 Vauclusiens viennent d'un autre département ou d'un autre pays en 1999. Cette croissance se ralentit. Néanmoins, le Vaucluse a un taux de fécondité au-dessus de la moyenne française avec 2,31 enfants par femme.

### Emploi
Près de 43 % de la population vauclusienne est active.

## Éducation

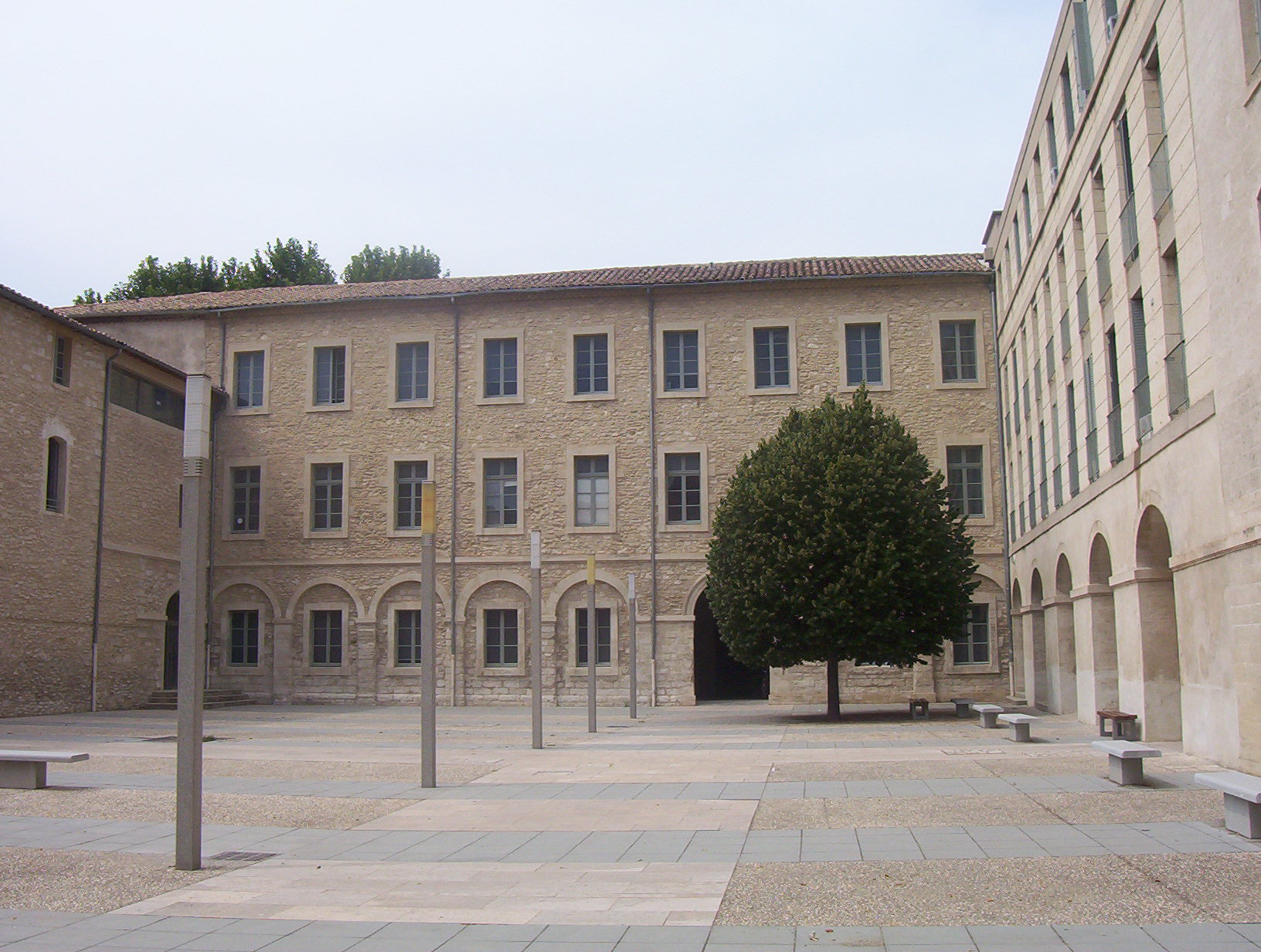
Cour intérieure de l'université.

« Trente mille jeunes Vauclusiens ont rejoint cette année l’un des 54 collèges (41 publics et 13 privés) du département ».
Le Vaucluse est l'un des quatre départements qui composent l'académie d'Aix-Marseille. Il se compose de 54 collèges, une trentaine de lycées et des groupes scolaires proportionnels au nombre de communes du département. 
De plus, le Vaucluse compte aussi quatre lycées agricoles publics dont les campus d'Orange et de Carpentras. Il compte également un vaste réseau d'établissements de formation professionnelle dont des lycées professionnels et des Centres de formation pour apprentis comme celui d'Avignon qui draine un très large public.
L'université d'Avignon et des pays de Vaucluse est la seule université du Vaucluse. Son histoire est très ancienne puisqu'elle fut fondée le 2 juillet 1303 par le pape Boniface VIII pour concurrencer la création de la Sorbonne, jugée trop proche du pouvoir royal français.
Elle regroupe 4 UFR, 1 IUT et 1 IUP, et accueille environ 8 000 étudiants à tous les niveaux de formation, jusqu'au doctorat. Elle héberge une quinzaine de laboratoires de recherche reconnus.

## Économie
Le Vaucluse aujourd'hui, c'est plus de 15 000 commerces, entreprises industrielles et de service, plus de 13 704 artisans et plus de 8 000 exploitations agricoles.
Le Vaucluse a longtemps été un département profondément rural, dont l'économie était marquée par l'agriculture pastorale et l'industrie centrée sur la transformation des produits agricoles. L'existence de la zone fertile est historiquement un catalyseur du développement local, avec la persistance d'un secteur maraîcher encore dynamique, puisqu'il fournit l'essentiel de la production française en fruits (melons, cerises, fraises, raisin de table…) et légumes (tomates…). Toutefois, le secteur est soumis à des problèmes de compétitivité liés à la concurrence de l'Espagne notamment.
Le secteur tertiaire est de loin le plus dynamique dans le département: sur la base de la production importante de primeurs en Vaucluse, le Marché d'Intérêt National (MIN) est devenu le pôle structurant de l'activité commerciale dans le département, prenant le pas sur les marchés locaux (notamment celui de Carpentras). Dans les années 1980-1990, le développement des échanges de marchandises entre le Nord et le Sud de l'Europe ont renforcé la position d'Avignon comme carrefour logistique, et favorisé la création d'entreprises de transport et de stockage dans l'habillement et l'alimentaire.
Le commerce de détail sur le modèle de la grande distribution s'est développé et imposé dans toutes les villes moyennes (Orange, Cavaillon, Carpentras…), avec une concentration importante sur l'agglomération avignonnaise.
- Sites militaires : base aérienne 115 Orange-Caritat et base aérienne 200 Apt-Saint-Christol

### Agriculture

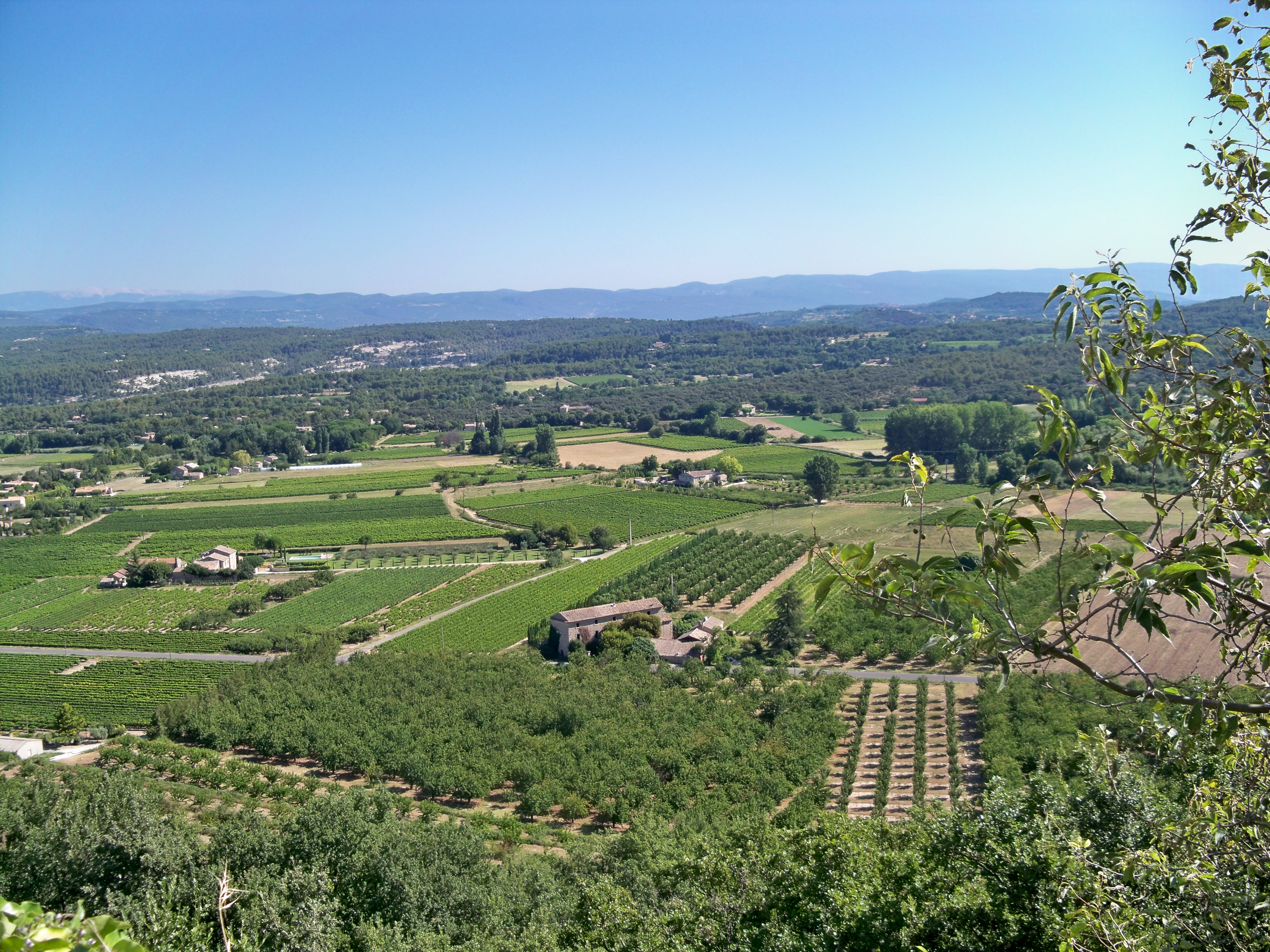
Vignoble, vergers et céréales dans la plaine du Calavon.

L'activité agricole s'articule autour de trois productions majeures : vins, fruits et légumes qui assurent 90 % du chiffre d'affaires.
Le Vaucluse est le premier producteur de cerises (qu'elles soient destinées à la consommation directe ou à la transformation), de pommes golden et de raisin de table et le deuxième de tomates et de melons. Parmi les autres productions de fruits et légumes, l'on peut noter l'olive, la fraise avec diverses variétés et spécialités locales ou encore la poire.
Le secteur viticole jouit d'une bonne réputation grâce aux côtes du Rhône produits principalement sur les coteaux de Châteauneuf-du-Pape, Gigondas ou Vacqueyras…). Les vins du Luberon et du Ventoux tendent à se développer sur une gamme de produits élargie (rosés), davantage associée aux vins provençaux.
L'élevage, qui a longtemps été le socle d'une économie montagnarde de subsistance sur les versants des reliefs, est une activité marginale.
Les cultures spécialisées (lavande sur les plateaux des Monts de Vaucluse, herbes aromatiques…) se développent grâce à un marché en expansion.
En 2021, la Cerise des coteaux de Vaucluse devient la première cerise française à obtenir l'IGP.

### Industrie
Le secteur industriel, historiquement fondé sur la transformation de la production agricole, a connu une extension vers des secteurs plus spécialisés au cours du XIXe siècle (manufactures de garance). Malgré l'installation au XXe siècle de pôles de production majeurs, notamment au nord de l'agglomération avignonnaise (Electro-Réfractaire - devenu tour à tour SEPR, puis Saint-Gobain -, poudrerie SNPE, Isover Orange, etc.), le tissu industriel reste peu dense, subissant également des vagues des réductions importantes d'effectifs à partir des années 1980.
Le maillage industriel local reste ainsi assuré par les PME, souvent familiales et d'implantation historique, dans les secteurs de la transformation agricole. La construction reste un pourvoyeur important d'emploi salarié et d'artisanat, compte tenu du dynamisme du secteur résidentiel (sous le double effet de l'arrivée de migrants et de la pression touristique).
La Chambre de commerce et d'industrie de Vaucluse représente les intérêts des entreprises commerciales, industrielles et de service du département. Certaines de ces entreprises comme Delta Plus Group ou Eurosilicone, basées sur Apt, se sont développées à l'international.

### Énergie
Le Vaucluse est aussi un important producteur d'énergie électrique nationale avec le site nucléaire du Tricastin, le barrage de Donzère-Mondragon et le parc éolien de Bollène.

### Ressources minières

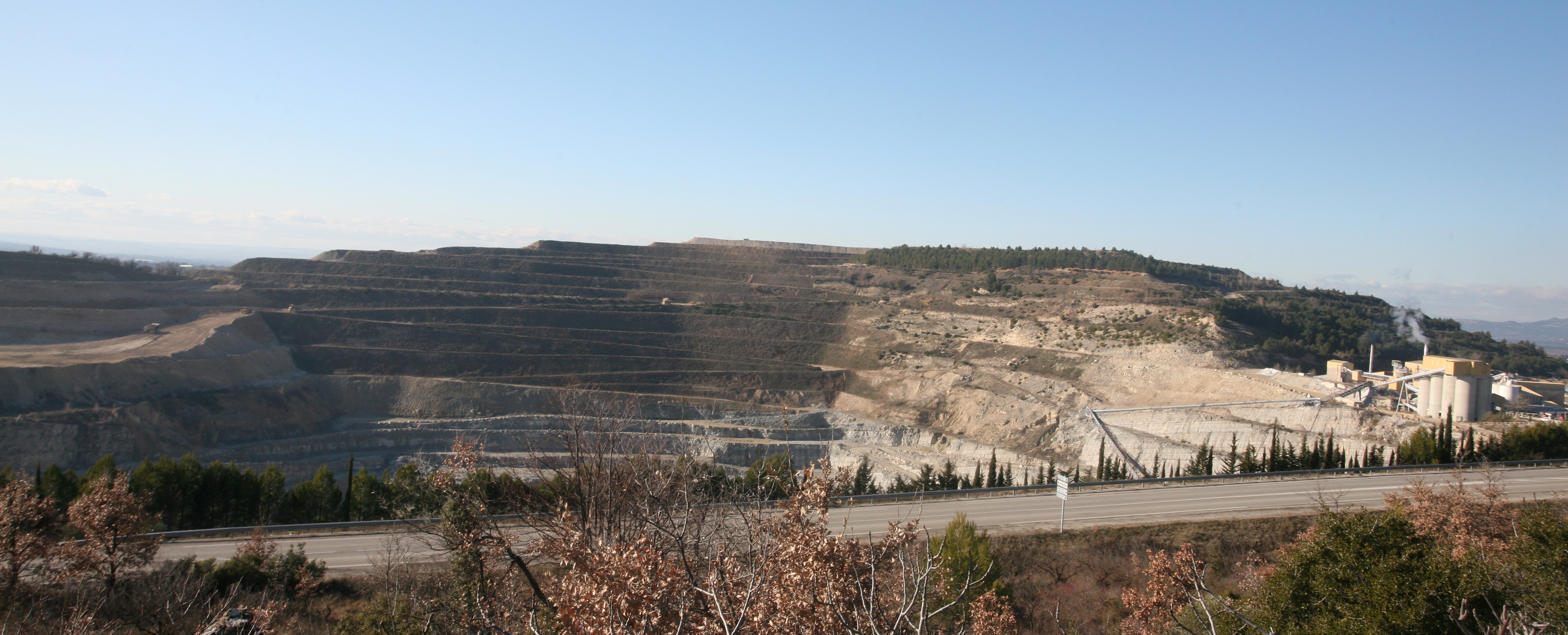
La carrière à ciel ouvert de Mazan.

Extraction de gypse, de pierre blanche (calcaire), d'ocres.
À Mazan, se trouve l'un des plus importants gisements à ciel ouvert de gypse au monde et la plus grande carrière à ciel ouvert d'Europe avec un gypse d'une pureté exceptionnelle (90 %).
Sur les flancs du Petit et du Grand Luberon, on exploite la richesse des roches calcaires avec de nombreuses carrières où l'on extrait des pierres blanches (Roche d'Espeil, Pierre de Ménerbes, Estaillades).
L'homme a aussi exploité la richesse en fer des terres ocrières au nord du Petit Luberon, au centre et à l'est de la vallée du Calavon, mais les guerres mondiales, les coûts de production et l'émergence de nouveaux pays fournisseurs de minerai de fer ont eu raison de cette activité.

### Tourisme

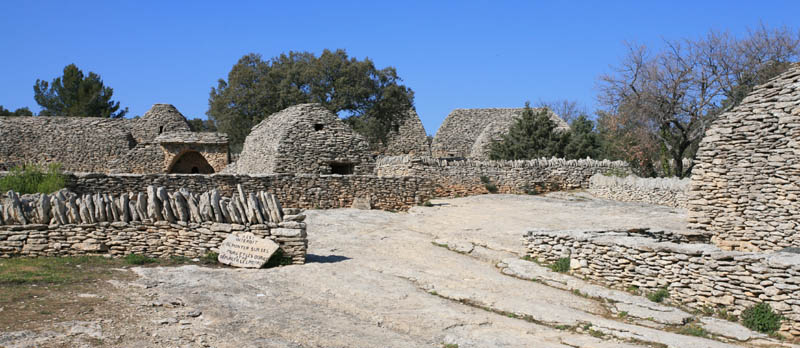
Le village des bories à Gordes.

Le tourisme occupe directement (hôtellerie, camping, gîtes, restauration, loisirs, etc.) ou indirectement (artisanat culinaire, etc.) une part importante de l'économie du département de Vaucluse.
Le département accueille quelque 3 500 000 touristes chaque année. Les principales destinations sont le Luberon (repos, randonnées, festivals...) avec 27,5 % des nuitées, Avignon (Palais des papes, festival...) avec 26 % des nuitées et le secteur du Mont Ventoux (cyclisme…) avec 15,4 % des nuitées. Le reste se répartit plus ou moins sur tout le Vaucluse. Les Français sont majoritaires et en progression (83 % des nuitées en 2003 contre 69 % en 1997) mais le tourisme international progresse.
Selon le site officiel du conseil départemental, le tourisme génère un chiffre d'affaires annuel de plus de 610 millions d'euros.

## Société

### Tissu associatif
En l'an 2000, le Vaucluse comptait 9 061 associations alors que la PACA en avait 70 910 (soit 13 % des associations de PACA en Vaucluse alors que sa population représentait 11 % seulement).
Des commerces d’antiquités, de décoration et des galeries d’art se sont développés et sédentarisés. Les marchés à la Brocante dont ceux de L'Isle-sur-la-Sorgue (un des centres européens de la brocante et des antiquaires) attirent des revendeurs d'outre-Atlantique. Ils remplissent alors des conteneurs et expédient tout cela par bateau. Cependant, cette activité s'est vue ralentir avec les écarts importants de taux d'échange dollars-euros.

### Cuisine
Le Vaucluse étant issu de l'association de plusieurs États dont le Comtat Venaissin et le Comté de Provence, la cuisine connait des spécialités très locales. En réalité les traditions culinaires dépendent davantage du milieu social qu'entre les différents pays. 
Parmi les spécialités de Vaucluse on peut citer les fruits confits et le nougat de Sault qui font partie des Treize Desserts qui suivent le Gros souper de Noël au même titre que la pompe à huile. Viennent ensuite le melon de Cavaillon et la fraise de Carpentras, ainsi que la daube comtadine, la truffe ou encore les différents vins des domaines vauclusiens. 
Le Vaucluse étant un département encore aujourd'hui très rural, de nombreuses spécialités culinaires et traditions proviennent du milieu paysan. La cuisine aristocratique présente surtout dans les grandes villes (cité pontificale d'Avignon, Carpentras, Orange ou Cavaillon) ne fait que reprendre les mêmes spécialités où l'on consommait beaucoup de moutons mais en la relevant de mets plus raffinés.

## Infrastructures

### Équipement routier
Le Vaucluse compte (chiffres de 2005) :
- 78 km d'autoroute dont 69 km pour l'autoroute A7 à l'ouest du département, avec un débit de 51 284 véhicules par jour pour 32 925 véhicules par jour sur le plan national, 7 km d'autoroute A9 où la bifurcation commence sur l'A7 depuis Orange et 2 km sur l'autoroute A51 à l'extrême sud-est du département ;

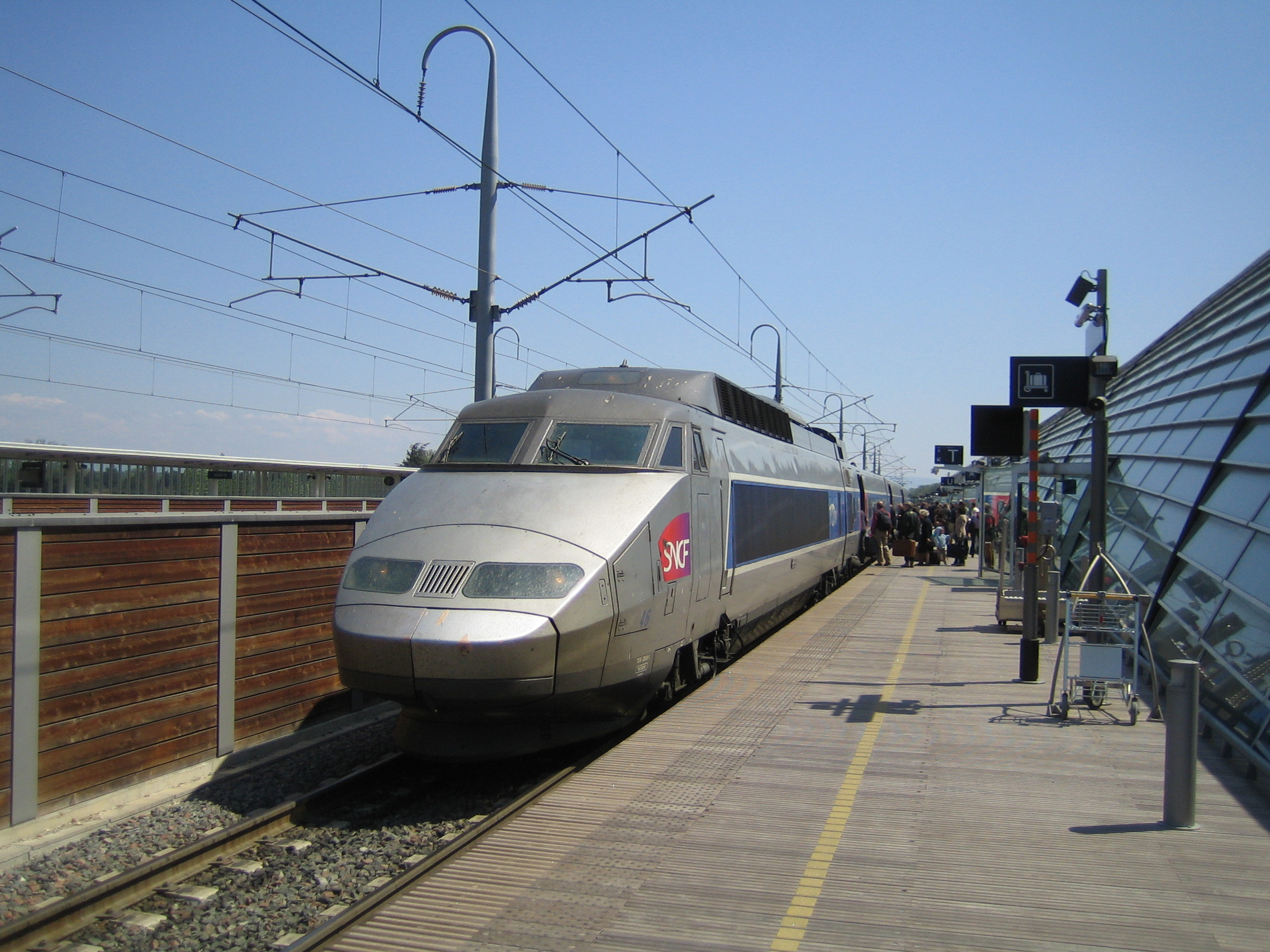
TGV en gare d'Avignon TGV.

- 124 km de routes nationales (RN 7, RN 100, RN5 42...), avec un débit de 15 077 véhicules par jour pour 12 009 véhicules par jour sur le plan national ;
- 1 737 km de routes départementales (RD 943, RD 956, RD 974…) avec un débit de 3 219 véhicules par jour pour 1 621 véhicules par jour sur le plan national.

### Gares et voies ferrées
Le réseau de voie ferrée du département de Vaucluse est surtout concentré à l'ouest du département où se situent les anciennes voies (TGV, trains de marchandises, etc.) ainsi que les nouvelles LGV Méditerranée affectées uniquement aux TGV.
Les gares principales du département sont celles d'Avignon TGV, d'Avignon Centre et d'Orange. Depuis décembre 2013, elles sont reliées entre elles par une virgule, en liaison ferroviaire.

### Aéroports et aérodromes
L'aéroport international d'Avignon-Provence, les aérodromes de Carpentras, Valréas - Visan, Saint-Christol et Pont-Saint-Esprit. Saint-Christol est réservé aux hélicoptères militaires et Pont-Saint-Esprit est définitivement fermé.

### Habitat et urbanisme
Nombre de maisons et de terres ont été rachetées par des gens en quête d'une résidence secondaire ou pour leur retraite. Un réel engouement s'est répandu depuis les années 1970, d'abord pour le Luberon, puis pour le reste du département, attirant des investisseurs lassés du surpeuplement estival et du bétonnage de la Côte d'Azur. Notamment des Européens comme les Suisses, les Allemands, les Belges, les Hollandais et les Britanniques. Même si un temps la région attira aussi des Nord-Américains, le taux de change dollar-euro a fortement amenuisé le phénomène.

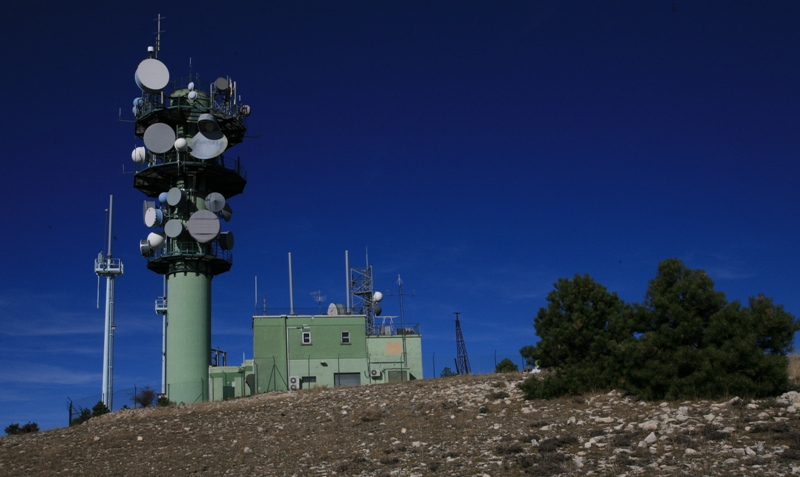
Une gigantesque antenne relais est installée au sommet du Grand Luberon.

### Médias et communication
En 2006, 98 % de la population vauclusienne peut avoir accès à une connexion haut débit parmi l'ADSL, le câble, le satellite, la boucle locale radio (BLR) ou encore le Wi-Fi.
Plusieurs antennes relais dominent le paysage vauclusien, au sommet du Mourre Nègre (massif du Luberon) et au sommet du mont Ventoux.
La vie locale, politique et économique du Vaucluse est essentiellement couverte par les quotidiens Vaucluse Matin (groupe Le Dauphiné libéré) et La Provence ainsi que la radio France Bleu Vaucluse.
Le Conseil départemental de Vaucluse édite un trimestriel gratuit tiré à 250 000 exemplaires, 84 Le Mag, qui informe les Vauclusiens des actions de la collectivité tout en mettant en valeur les atouts de ce territoire.

## Vie politique

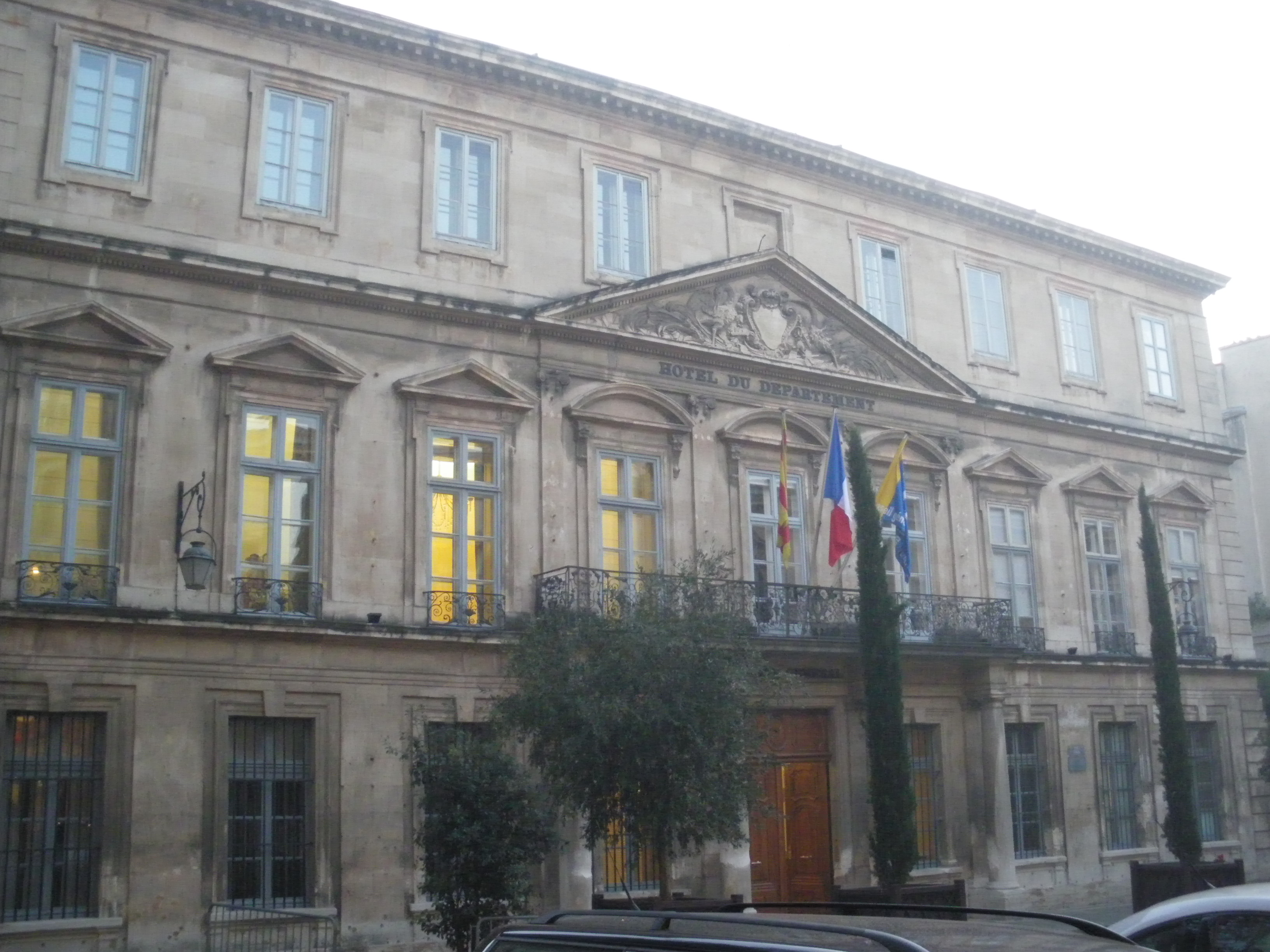
Hôtel du département à Avignon.

Étiquettes politiques des conseillers départementaux de Vaucluse à la suite des élections de 2021.

- Le conseil départemental de Vaucluse : Conseil départemental de Vaucluse
- Les élus de Vaucluse : Liste des députés de Vaucluse, Liste des sénateurs de Vaucluse, Liste des conseillers départementaux de Vaucluse.
- Circonscriptions de Vaucluse : Première, deuxième, troisième, quatrième et cinquième.

### Tendances politiques
Au référendum européen sur le traité de Maastricht (scrutin du 20 septembre 1992), sur 309 337 inscrits, 226 725 ont voté, ce qui représente une participation de 73,29 % du total, soit une abstention de 26,71 %. Il y a eu une victoire du non avec 124 907 voix (56,83 %) contre 94 871 voix (43,17 %) prononcées oui et 6 947 (3,06 %) de votes blancs ou nuls.
Au référendum sur la constitution européenne (scrutin du 29 mai 2005), sur 350 503 inscrits, 251 325 ont voté, ce qui représente une participation de 71,70 % du total, soit une abstention de 28,30 %. Il y a eu une victoire du non avec 154 004 voix (62,69 %), 91 639 voix (37,31 %) ayant votées oui et 5 682 (2,26 %) étant des votes blancs ou nuls.
À l'élection présidentielle de 2002, le candidat du Front national Jean-Marie Le Pen arrive en tête au premier tour en recueillant 25,8 % des voix, tandis que Jacques Chirac en récolte 16,66 % et Lionel Jospin 12,58 %. Au second tour, Le Pen obtient un score plus élevé de 12 points par rapport à la moyenne nationale, à 29,64 % des voix.
À l’élection présidentielle de 2007, le premier tour a vu se démarquer en tête Nicolas Sarkozy (UMP) avec 32,63 %, suivi par Ségolène Royal (PS) avec 21,71 % et François Bayrou (UDF) avec 21,45 %, Jean-Marie Le Pen (FN) avec 16,55 %. Aucun autre candidat ne dépassait alors les 4 %. Le second tour a vu arriver largement en tête Nicolas Sarkozy avec 60,72 % (résultat national : 53,06 %) contre 39,28 % pour Ségolène Royal (résultat national : 46,94 %).
Aux élections législatives de juin 2007, les électeurs de la première circonscription de Vaucluse ont élu Marie-Josée Roig (UMP).
Les électeurs de la deuxième circonscription de Vaucluse ont élu Jean-Claude Bouchet (UMP). Les électeurs de la troisième circonscription de Vaucluse ont élu Jean-Michel Ferrand (UMP). Enfin, les électeurs de la quatrième circonscription de Vaucluse ont élu Thierry Mariani (UMP), soit quatre sur quatre pour l'UMP.
Enfin, l'élection présidentielle de 2012 voit l'arrivée en tête des deux principaux candidats de droite, Nicolas Sarkozy (UMP) et Marine Le Pen (FN) qui obtiennent respectivement 27,45 % et 27,03 % des voix au premier tour. Le score de Marine Le Pen est le plus élevé de France. Au second tour, alors que Sarkozy obtient 48,4 % des voix au niveau national, il atteint en Vaucluse 56,43 %.
Aux élections législatives consécutives, le Vaucluse envoie à l'Assemblée la seule députée du Front national, Marion Maréchal.
De fait, si l'on prend l'histoire récente, on peut en conclure que les électeurs de Vaucluse ont une tendance de vote qui se situe vers la droite, voire l'extrême droite de l'échiquier politique, mais l'histoire politique du département est plus contrastée. L'origine historique différente des arrondissements du département, regroupant l'ancien Comtat Venaissin, avec le pays d'Orange et le pays d'Apt, a justifié pendant longtemps des différences de comportement politique. De manière générale, Apt, et Avignon dans une moindre mesure, penchaient plutôt vers la gauche, tandis que Carpentras était plutôt favorable à la droite.
En 2024, Raphaël Arnault cofondateur de la Jeune Garde Antifasciste est élu député de la première circonscription du Vaucluse sous l'étiquette Nouveau Front Populaire, face à la député sortante Catherine Jaouen. Il est ainsi l'un des deux seuls députés de gauche à reprendre une circonscription au Rassemblement National lors de ces élections.

## Administration
- Communes de Vaucluse
- Anciennes communes de Vaucluse

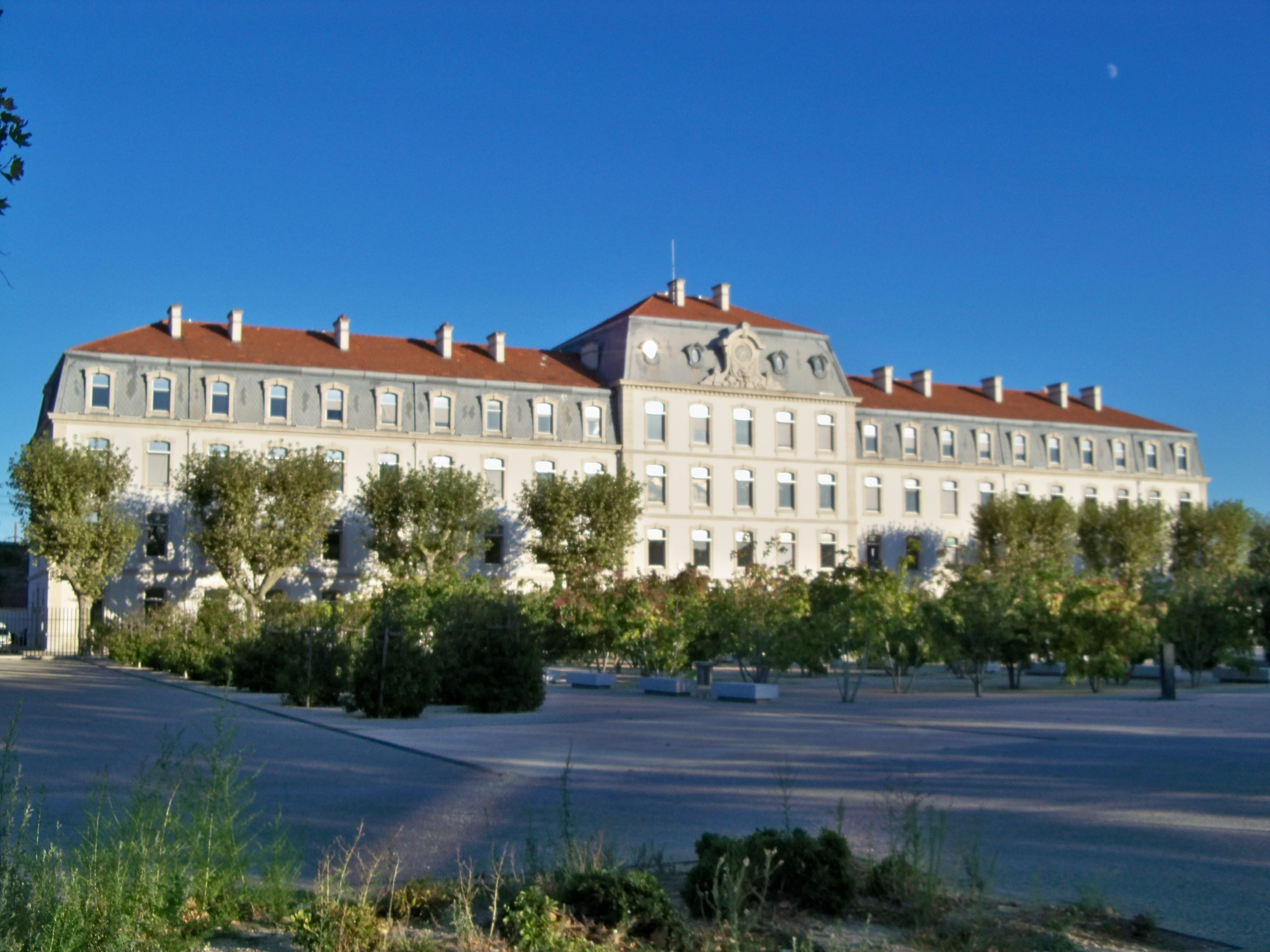
Préfecture de Vaucluse.

- Région : Conseil régional de Provence-Alpes-Côte d'Azur
- Les communautés d'agglomération : du Grand Avignon, Ventoux-Comtat Venaissin, Luberon Monts de Vaucluse Agglomération
- Les communautés de communes : Pays du Rhône et Ouvèze, Pays des Sorgues et des Monts de Vaucluse, Les Sorgues du Comtat, Rhône-Lez-Provence, Pays d'Apt-Luberon, Aygues Ouvèze en Provence, Pays Vaison Ventoux, Enclave des Papes-Pays de Grignan, Sud Luberon, Ventoux Sud
- Divers : Intercommunalités de Vaucluse, Anciennes communes de Vaucluse.

### Personnages historiques
Militaires
- Jean Étienne Benoît Duprat (1752 à Avignon - 1809).
- Joseph Chabran (1763 à Cavaillon -1843 à Avignon), général d'Empire.
- Philippe Toussaint Joseph Bordone (1821 à Avignon - 1892), médecin de marine.
- Maurice Challe (1905 au Pontet - 1979), un des quatre généraux du putsch des généraux à Alger
- René Imbot (1925 à Roussillon - 2007), Chef d’État-major de l’Armée de terre, puis directeur général de la DGSE.

Politiques
- Jacques Pierre Agricol Mainvielle (1764 à Avignon - 1793).
- Charles Giraud (1802 à Pernes-les-Fontaines - 1881).
- Édouard Daladier ( 1884 à Carpentras - 1970).
- Bernard Kouchner (1939 à Avignon - ).
- Jean Besson (1948 à Valréas - ).

Scientifiques
- Joseph-Marie-François de Lassone (1717 à Carpentras - 1788), médecin de Louis XVI
- Esprit Requien (1788 à Avignon - 1851).
- François-Vincent Raspail (1794 à Carpentras - 1878) (chimiste et homme politique).

### Artistes de l'image
Peintres
- Alexis Peyrotte (1699 à Mazan - 1769 à Paris).
- Claude Joseph Vernet (1714 à Avignon - 1789).
- Joseph Siffred Duplessis (1725 à Carpentras - 1802).
- Jean-Joseph-Xavier Bidauld (1758 à Carpentras - 1846)
- Antoine Roussin (1819 à Avignon - 1894).
- Édouard-Auguste Imer (1820 à Avignon - 1881).
- Pierre Grivolas (1823 à Avignon - 1906).
- Jules Laurens (1825 à Carpentras - 1901 à Saint-Didier)
- Paul Guigou (1834 à Villars - 1871).
- Paul Saïn (1853 à Avignon - 1908)
- Benoni Auran (1859 à Monteux - 1944).
- Victor Leydet (1861 à L'Isle-sur-la-Sorgue - 1904).
- Jules Flour (1864 à Avignon - 1921).
- Claude Firmin (1864 à Avignon - 1944).
- Clément Brun (1868 à Avignon - 1920).
- Marius Roux-Renard (1870 à Orange - 1936)
- Alfred Lesbros (1873 à Montfavet - 1940).
- Michel Loeb (1931 à Saint-Cloud-), installé depuis 1989 à Oppède

Acteurs
- Fernand Sardou (1910 à Avignon - 1976)
- Jean-Louis Trintignant (1930 à Piolenc - 2022)
- Michel Modo (1937 à Carpentras - 2008)

Photographes
- Bernard Faucon (1950 à Apt - ).

### Artistes du son
Chanteurs
- Mireille Mathieu (1946 à Avignon - ).
- Michèle Torr (1947 à Pertuis -).
- Naima Belkhiati (1973 à Avignon - ).
- Christophe Maé (1975 à Carpentras - ).
- Emma Daumas (1983 à Avignon - ).
- Eva Lopez (à Avignon - ).
- Rachel (1942 à Cavaillon - ).

Compositeurs
- Esprit Antoine Blanchard (1696 à Pernes-les-Fontaines -1770).
- Castil-Blaze  (1784 à Cavaillon - 1857)
- Félicien David (1810 à Cadenet - 1876).
- Antoine Mariotte (1875 à Avignon - 1944)
- Olivier Messiaen (1908 à Avignon - 1992).

Musiciens
- Joseph-François Garnier (1755 à Lauris - 1825)
- Michel Petrucciani (1962 à Orange - 1999), jazz.

Autres
- Joseph d'Ortigue (1802 à Cavaillon - 1866), critique musical et historien de la musique

### Sportifs
Pilotes
- Maurice Trintignant dit Pétoulet (1917 à Sainte-Cécile-les-Vignes - 2005)
- Jean Ragnotti (1945 à Pernes-les-Fontaines -).
- Jean Alesi (1964 à Avignon -).

Footballeurs
- Éric Di Meco (1963 à Avignon - )
- Cyril Rool (1975 à Pertuis -).
- Teddy Richert (1974 à Avignon - )
- Cédric Carrasso (1981 à Avignon - )
- Thomas Mangani (1987 à Carpentras - )
- Vincent Muratori (1987 à Orange - )
- Johann Carrasso (1988 à Avignon - )

Escrimeurs
- Erwann Le Péchoux (1982 à Pertuis -), (fleuretiste).

Handballeurs
- Michaël Guigou (1982 à Apt -)

Autres
- Paul de Vivie dit « Vélocio » (1853 à Pernes-les-Fontaines - 1930), inventeur du « cyclotourisme ».

### Philosophes, poètes, écrivains
- Théodore Aubanel (1829 à Avignon - 1886)
- Clovis Hugues (1851 à Ménerbes - 1907).
- Henri Bosco (1888 à Avignon - 1976).
- Jean des Vallières (1895–1970 à Bonnieux).
- René Char (1907 à L'Isle-sur-la-Sorgue - 1988).
- Pierre Boulle (1912 à Avignon - 1994).
- René Girard (1923 à Avignon - ), académicien.
- Robert Allan, (1927-1998), poète occitan qui a vécu à Vedène
- Jean Breton (1930 à Avignon - 2006)
- Yves Berger (1931 à Avignon - 2004).
- Gil Jouanard (1937 à Avignon - ).
- Jean Echenoz (1947 à Orange - ).
- Mazarine Pingeot (1974 à Avignon - ).

### Divers
Religieux
- Saint Quenin de Vaison (VIe siècle à Vaison-la-Romaine )
- Saint Gens (début XIIe à  Monteux - 1127).
- César de Bus (1544 à Cavaillon - 1607) fondateur de la congrégation des Pères de la doctrine chrétienne
- Alexandre de Rhodes (1591 à Avignon - 1660), prêtre jésuite, Linguiste.
- Joseph-Dominique d'Inguimbert dit « dom Malachie », (1683 à Carpentras -1757), prélat et bibliothécaire, évêque de Carpentras de 1735 à 1754.
- Esprit Fléchier (1632 à Pernes-les-Fontaines - 1710).

Éditions
- Rémy Montagne (1917 à Mirabeau - 1991)

Autre
- Louis Giraud (1805 à Pernes-les-Fontaines - 1883), homme politique et fondateur du canal de Carpentras.
- La famille des Simiane, celle des Agoult et celle de Pontevès, noblesse de Provence avec de nombreux Vauclusiens.
- Patrick Baud (1979 à Avignon), auteur et vidéaste, créateur du blog Axolot.

## Les châteaux en Vaucluse
On retrouve tout d'abord le château de Val-Seille construit en 1868 et réhabilité par la municipalité de Courthézon comme mairie. Il s'agit aujourd'hui d'une des plus belles mairies de France.

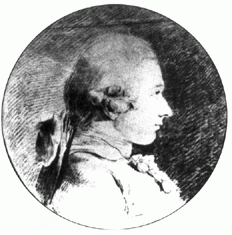
Le marquis de Sade a occupé le château de Lacoste peu avant la Révolution.

Le château de Vaison-la-Romaine a pour sa part été construit par le comte de Toulouse au XIIe siècle. Au départ fondé sur une tour en bois, puis en pierre, ce château avait pour but d'affirmer l'autorité du comte Raymond VI sur la ville face à l'évêché.
Le château de Thouzon, aujourd'hui en ruine, a été construit au par des bénédictins au XIe siècle. Il servit de monastère.

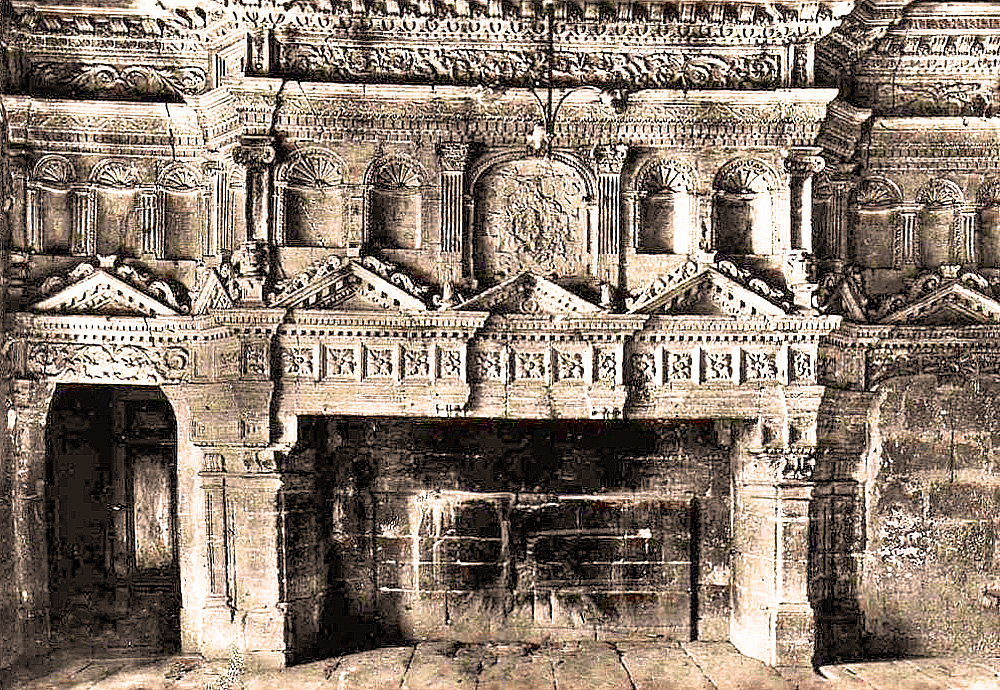
La cheminée du château de Gordes classée monument historique.

Le château de Murs fut construit vers 1004 par la famille d’Agoult. Entre le XVe siècle et le XVIe siècle, la partie centrale fut édifiée.
Le château de Mirabeau semble exister depuis le XIIe siècle puis a été détruit. Le château actuel est érigé entre le XVIe siècle et le XVIIe siècle par les Riqueti. Au XVIIIe siècle il est agrandi et remanié puis encore entre 1857 et 1896.

Le tenant du fief du Barroux figurait parmi les seigneurs vassaux et feudataires de Notre Saint Père le Pape.

Le château de Lourmarin est de son côté construit à partir du XVe siècle par Foulques d'Agoult. Le château a été classé monument historique en 1973. Aujourd'hui on nomme parfois le château la Petite Villa Médicis de Provence.
Le château de Lacoste fut construit au XIe siècle, au sommet d'une colline. Il fut occupé à un certain moment par le marquis de Sade, Louis Alphonse Donatien. Il fut pillé et détruit à la Révolution française.
Le château de Javon. Les Baroncelli firent construire à Florence une maison forte au XIIIe siècle. La famille acquit plus tard en 1475, la seigneurie de Javon, inféodée à perpétuité par le pape Léon X aux Baroncelli. L'érection du château relèverait de cette époque.
Le château de Gordes est répertorié depuis 1031. Sa cheminée particulière est classée monument historique en 1902 et l'ensemble du château en 1931.
Le château d'Entrechaux est dressé sur une masse rocheuse et date du Xe siècle ou XIe siècle.
Le château d'Ansouis dont l'origine remonte avant le XIIe siècle est tout d’abord une forteresse. Il devient une résidence au XIIe siècle, celle des ducs de Sabran de Pontevès. Le château d’Ansouis est un endroit qui a beaucoup de charme.
Enfin le château du Barroux, c'est une forteresse au XIIe siècle et est transformé en résidence au XVIe siècle. En 1274, il passe aux mains du pape de Rome. Il est restauré dans les années 1960.

## Patrimoine culturel
Fin 2010, 501 immeubles du département étaient protégés au titre des monuments historiques (191 classés et 310 inscrit), dont près du tiers à Avignon, avec 160 bâtiments. Ils ne sont pas tous anciens, car quinze lieux sont également protégés au titre du Patrimoine du XXe siècle. Certains sites sont également classés, pour leurs caractères typiques ou spécifiques. Ils sont au nombre de vingt-et-un en Vaucluse tels que la rue des Teinturiers à Avignon, la colline Saint-Eutrope à Orange, ou le menhir de Vacqueyras à Gigondas.

## Patrimoine naturel

### Espaces naturels protégés
Afin de protéger ce patrimoine naturel exceptionnel, de nombreux espaces naturels ont été classés ou protégés dans le département du Vaucluse.
Une règlementation spécifique s'applique dans ces espaces. Le feu y est interdit, de même que dans et à proximité de tous les massifs forestiers du département, la circulation des VTT et véhicules à moteur peut y être limitée ou interdite. Il est recommandé de se renseigner au préalable sur la règlementation spécifique de chacun de ces espaces avant de s'y rendre.
On peut citer :
| Nom de l'ENS                                   | Commune(s)                                                     | Type de milieu                               | Particularités                                                                                                |
| ---------------------------------------------- | -------------------------------------------------------------- | -------------------------------------------- | --- |
| La forêt départementale de Sivergues           | Sivergues                                                      | Forestier                                    | Forêt méditerranéenne de moyenne montagne                                                                     |
| La forêt départementale de Venasque            | Venasque, Saint-Didier                                         | Forestier                                    | Milieu boisé de colline, fréquenté pour la randonnée                                                          |
| L'arboretum départemental de Beauregard        | Jonquières                                                     | Milieu ouvert, cours d'eau                   | Verger conservatoire et jardin méditerranéen                                                                  |
| L'étang Salé                                   | Courthézon                                                     | Zone humide                                  | Site à végétation halophile, observatoire ornithologique - label tourisme & handicap                          |
| La forêt départementale du Groseau             | Malaucène                                                      | Forestier                                    | Hêtraie relictuelle, source du Groseau                                                                        |
| Les collines et lac du Paty                    | Caromb                                                         | Forestier, plan d'eau                        | Retenue d’eau entourée de garrigue boisée                                                                     |
| La colline de la Bruyère                       | Villars                                                        | Forestier                                    | Massif boisé dominant la vallée d’Apt                                                                         |
| Les Confines                                   | Monteux                                                        | Zone humide                                  | Zone humide périurbaine, flore aquatique                                                                      |
| La forêt de la Pérégrine et du ravin du Défend | Venasque                                                       | Forestier                                    | Milieu boisé de pente, diversité floristique                                                                  |
| Le Vallon de l'Aiguebrun                       | Buoux                                                          | Forestier, cours d'eau                       | Vallon encaissé à ripisylve développée                                                                        |
| La forêt de la Plate                           | Lagarde-d'Apt                                                  | Forestier                                    | Forêt d’altitude à influence montagnarde                                                                      |
| Les marnes aptiennes de la Tuilière            | Saint-Saturnin-les-Apt                                         | Milieu ouvert, milieu géologique             | Affleurements fossilifères d’intérêt géologique                                                               |
| Belle-Ile                                      | Aubignan                                                       | Zone humide                                  | Mares temporaires, amphibiens protégés                                                                        |
| La forêt des cèdres du Petit Luberon           | Lacoste, Ménerbes, Bonnieux, Puget-sur-Durance                 | Forestier                                    | Peuplement historique de cèdres, sentiers aménagés                                                            |
| La colline de Piécaud                          | Caumont-sur-Durance                                            | Forestier, milieu ouvert                     | Milieu boisé ouvert dominant la vallée de la Durance                                                          |
| Le site des Plâtrières                         | Pernes-les-Fontaines, La-Roque-sur-Perne, l'Isle sur la Sorgue | Forestier, milieu ouvert                     | Ancien site d’extraction recolonisé naturellement                                                             |
| La Garrigue                                    | Mérindol                                                       | Forestier, cours d'eau                       | Ripisylve de la Durance, milieux secs et humides avec observatoire ornithologique - label tourisme & handicap |
| Les mares de la Pavouyère                      | Mormoiron                                                      | Zone humide                                  | Zones humides abritant amphibiens et libellules                                                               |
| Les Salettes et le vallat de Marquetton        | Mormoiron                                                      | Zone humide, plan d'eau et mileux forestiers | Mosaïque d’habitats : bois, mares et eau libre                                                                |
| Marais de l'Ile Vieille                        | Mondragon                                                      | Zone humide                                  | Zone humide proche du Rhône, avifaune variée                                                                  |
| Les prés des Poulivets                         | Oppède                                                         | Zone humide                                  | Prairies humides en fond de vallée                                                                            |
| Les zones humides du Calavon                   | Goult, Oppède, Ménerbes, Bonnieux                              | Zone humide, cours d'eau                     | Ripisylve continue, intérêt pour la qualité de l’eau                                                          |
| Les Demoiselles Coiffées                       | Bédoin                                                         | Forestier, enjeux paysagers                  | Formations géologiques d’érosion (cheminées de fées)                                                          |

## Représentation au cinéma et à la télévision

### Cinéma
De nombreux films ont été tournés dans le département de Vaucluse, parmi eux l'on peut noter :
- Heureux qui comme Ulysse, avec Fernandel à Roussillon et Cavaillon ;
- Les Babas-cool (autre titre : Quand tu seras débloqué, fais-moi signe) de François Leterrier (1981) ;
- Manon des sources et Jean de Florette, tournés à Mirabeau et Vaugines en 1986 par Claude Berri ;
- Le Hussard sur le toit, tourné en partie à Cucuron (d'après le roman homonyme de Jean Giono) ;
- La Belle Histoire de Claude Lelouch ;
- L'Été meurtrier, avec Isabelle Adjani et Alain Souchon, tourné à Gordes et ses environs ;
- Gazon maudit de Josiane Balasko, tourné principalement à Apt, Gordes et Cavaillon ;
- Grosse Fatigue de Michel Blanc ;
- Swimming Pool de François Ozon (2003), tourné à Ménerbes ;
- Une grande année de Ridley Scott (2006), tourné principalement à Gordes et Bonnieux ;
- Les Vacances de Mr. Bean (2006), tourné sur Avignon (gares Centre et TGV), Cavaillon, Oppède, Gordes... ;
- La Fille du puisatier (2010), tournée en partie à Cavaillon et L'Isle-sur-la-Sorgue ;
- Les Chevaliers du ciel (2005) de Gérard Pirès, tourné sur la Base aérienne 115 Orange-Caritat, à Orange.

### Télévision
- Intervilles (création en 1962)

Émission de télé-réalité :
- La Ferme Célébrités à Visan (2004 et 2005)

Feuilletons :
- La Demoiselle d'Avignon (1972)
- Le Château des oliviers (1993)
- Un été de canicule (2003)
- Zodiaque (2004), dont scènes à Apt.
- Mystère (2007)
- La Prophétie d'Avignon (2007)

Téléfilms :
- La Vallée des mensonges (2014), tournage à Brantes et Savoillan

Épisode(s) de séries :
- Maigret
- Une femme d'honneur
- Les Brigades du Tigre (épisode intitulé « le réseau Brutus », dont certaines scènes furent tournées au sanctuaire de Saint Gens, sur la commune du Beaucet).

## Honneur
L'astéroïde (10927) Vaucluse porte son nom.